# Junkers Jumo 222

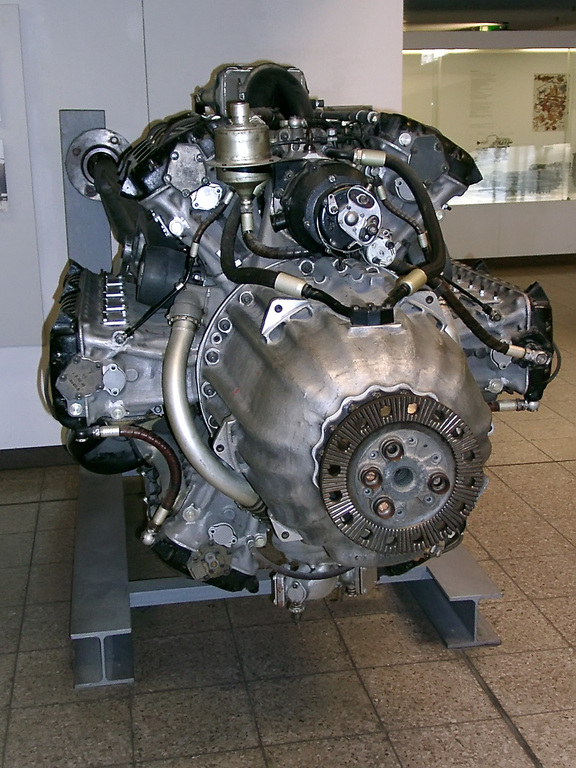
Vista frontale della Jumo 222

Lo Junkers Jumo 222 era un motore aeronautico ad alte prestazioni con architettura a 24 cilindri a tripla V realizzato dall'azienda tedesca Junkers Flugzeug und Motorenwerke AG negli anni quaranta.
Sviluppato durante la seconda guerra mondiale, il progetto non arrivò mai ad uno stato di maturazione tale da avviarlo alla produzione in serie, nonostante l'impegno profuso nel suo sviluppo. Il suo fallimento causò anche la fine di alcuni progetti di velivoli basati su questo motore. Ne fu costruito un piccolo numero di unità, che però rimasero sempre allo stadio di prototipo. Il motore continuò a comparire in molti progetti della Luftwaffe sebbene fossero in molti ad aver perso le speranze di vederlo funzionare.

## Storia
Nel luglio 1939 il Reichsluftfahrtministerium emanò un bando per la realizzazione di un velivolo, denominandolo "Bombardiere B", che rispondesse ad alcune specifiche. La velocità massima doveva essere di circa 670 km/h ottenuta grazie ad un supermotore realizzato dall'accoppiamento di due o più motori già in produzione, la fusoliera doveva essere pressurizzata per raggiungere un'alta quota di tangenza, l'equipaggio doveva essere formato da almeno 3 membri, doveva essere dotato di armamento pesante e di un carrello retrattile. Questo doveva consentire di realizzare un bombardiere medio dalle caratteristiche più moderne che potesse sostituire quelli già in linea nella Luftwaffe ed operanti dall'inizio della seconda guerra mondiale. Gli Heinkel He 111, Dornier Do 17 e Junkers Ju 88 cominciavano infatti a risentire della loro anzianità ed impostazione progettuale.
Al bando per la progettazione e fornitura dei motori parteciparono la BMW GmbH con il BMW 802, la Daimler-Benz AG con il Daimler-Benz DB 604 e la Junkers GmbH con lo Junkers Jumo 222.

### Sviluppo
Il progetto dello Jumo 222 risale al 1937. Il motore consisteva di 6 blocchi formati da 4 cilindri ognuno. I blocchi erano disposti attorno ad un albero motore centrale. Il motore aveva l'aspetto di un motore stellare, a causa della disposizione dei blocchi cilindri, ma in realtà la sua architettura era quella di un motore a V per i suoi componenti interni.
Il motore era raffreddato a liquido. I blocchi erano disposti in modo tale che lo scarico e l'aspirazione fossero disposti posteriormente ad ogni blocco, facilitando così la realizzazione dei condotti verso il compressore che appunto era montato nella parte posteriore. I set di scarico erano tre.
Alesaggio e corsa del motore erano di 135 mm e la cilindrata era di 46,5 litri. Il rapporto di compressione era di 6,5:1, relativamente basso ma il massimo che si potesse ottenere con le benzine a basso numero di ottano prodotte in Germania durante la guerra.
Il numero dei giri venne aumentato a 3 200 giri/min permettendo così al motore di erogare una potenza pari a 2 500 CV (1 850 kW) al decollo. Il peso a secco era di 1 088 kg.
Lo Jumo 222 fu il primo "supermotore" tedesco, cioè il primo motore capace di fornire 1 hp per in3 (46 kW/L).
Confrontato con i contemporanei BMW 801, di cilindrata poco inferiore (41.5 litri), o DB 605, di 35,7 litri, il 222 era decisamente il più potente. Mentre il BMW raggiungeva i 1.600 hp e il DB 605 ne forniva 1.500, il 222 ne prometteva 2.500. Il rapporto kW/L era di circa 40 per il 222, di 29 per il BMW e di 31 per il DB 605.
Rispetto al rapporto peso/potenza il 222 risultava nuovamente il migliore con il suo 1,7 kW/kg contro 1,4 kW/kg del DB 605 e 1 per il BMW.
Anche in quanto a dimensioni il 222 era compatibile con gli altri due motori avendo un ingombro frontale di 1,16 m contro i 1,27 del BMW e una lunghezza di 2,4 m contro i 2,3 del DB 605. Il 222 era invece sfavorito nel confronto con gli altri nuovi motori in sviluppo in particolare con il DB 606, nato dall'unione di 2 DB 601. Questo forniva 2,400 hp (1.790 kW) con un peso di 1.515 kg e dimensioni di 2,1 x 1,6 x 1,1 m.
Il primo prototipo dello Jumo 222 venne completato il 24 aprile 1934 e fu provato in volo montato al posto del motore centrale su un trimotore Ju 52/3m. Si pensava di realizzare due modelli principali: lo Jumo 222 A e lo Jumo 222 B. Questi motori differivano tra di loro solo per il senso di rotazione degli alberi motore, cosa necessaria essendo il motore pensato per l'impiego su velivoli bimotori.
I test, però, diedero dei risultati insoddisfacenti e la Junkers decise di sospendere lo sviluppo della "Serie I" concentrando tutti gli sforzi ai motori modificati della "Serie II". I nuovi Jumo 222 A-2 e B-2 giravano ad un numero di giri inferiore mentre gli A-3 e B-3 usavano un compressore differente che forniva migliori prestazioni ad alta quota. Sia i motori -2 che i motori -3 si dimostrarono inaffidabili e furono usati solo come unità sperimentali.
Alla fine dei 1941 la Junkers decise che il miglior modo per procedere nello sviluppo del motore era quello di introdurre cambiamenti radicali nel progetto e da questa decisione nacquero i modelli 222 C e 222 D.
In questi motori le misure di alesaggio e corsa divennero di 145 x 140 mm e la cilindrata passò a 49,9 litri. La potenza fornita da questi motori era di poco inferiore ai 3.000 hp. Le prime prove vennero condotte nell'estate 1942 ma si vide che questa nuova linea di sviluppo non aveva risolto i problemi delle versioni precedenti. La mancata risoluzione dei problemi comportò da parte della Luftwaffe, l'abbandono dei progetti basati sullo Jumo 222, mancando inoltre una valida alternativa a questo motore.
La Junkers, invece, continuò lo sviluppo del motore ripartendo dai primi progetti delle versioni A e B.
Introdusse un nuovo compressore e un aftercooler per gli utilizzi ad alta quota. Ne risultarono le versioni E e F dello Jumo 222. Con queste modifiche i problemi sembravano risolti ma il bombardamento degli impianti di Dessau ne rese impossibile la produzione.
Un ultimo tentativo fu fatto con le versioni G e H che montavano al posto del compressore meccanico un turbocompressore. Di queste versioni però furono completati solo pochi prototipi.
Lo Jumo 222 fu un grande e costoso fallimento. Furono solo 289 i motori 222 completati, nessuno dei quali trovò impiego operativo. Inoltre, fu un grande ostacolo per tutti i progetti della Luftwaffe tra il 1940 e il 1942.

## Velivoli utilizzatori
Germania
- Dornier Do 435
- Focke-Wulf Fw 191
- Focke-Wulf Fw 300
- Heinkel He 219 A-4, B-1, C
- Junkers Ju 288 A, B
- Junkers Ju 52/3m (test con motore centrale Jumo 222)

## Motori comparabili
Germania
- Daimler-Benz DB 604 - Un 24 cilindri con raffreddamento a liquido rimasto alla fase di prototipo.

 Italia
- Isotta Fraschini Zeta - Un 24 cilindri con raffreddamento ad aria rimasto alla fase di prototipo.

 Regno Unito
- Rolls-Royce Vulture - Un 24 cilindri con raffreddamento a liquido rimasto alla fase di prototipo.

 Stati Uniti
- Allison X-4520 - Un 24 cilindri con raffreddamento ad aria rimasto alla fase di prototipo.